# Herrenstraße 11 (Memmingen)
Das Haus mit der Anschrift Herrenstraße 11 war ein viergeschossiges Giebelhaus im schwäbischen Memmingen und stand unter Denkmalschutz. Es wurde in der zweiten Hälfte des 20. Jahrhunderts durch einen Neubau der VR-Bank Memmingen ersetzt.
Das Haus besaß drei Achsen und wurde im 15. Jahrhundert erbaut. Das erste und zweite Obergeschoss wurde über schlichten Konsolen vorkragend errichtet. Das Portal war korbbogig, die Eichenholztür aus dem 17. Jahrhundert besaß eine Flachschnitzerei.